# Sierra Leone ai Giochi della XXXI Olimpiade
La Sierra Leone ha partecipato ai Giochi della XXXI Olimpiade di Rio de Janeiro, Brasile, svolti dal 5 al 21 agosto 2016, con una delegazione di quattro atleti impegnati in due discipline: atletica leggera e nuoto. Portabandiera alla cerimonia di apertura è stata la nuotatrice diciottenne Bunturabie Jalloh.
Si è trattato dell'undicesima partecipazione di questo paese ai Giochi. Così come nelle precedenti edizioni, non sono state conquistate medaglie.

## Risultati

### Atletica leggera
Gare maschili
| Atleta         | Gara  | Batterie | Batterie | Quarti di finale | Quarti di finale | Semifinali      | Semifinali      | Finale          | Finale          |
| Atleta         | Gara  | Tempo    | Pos.     | Tempo            | Pos.             | Tempo           | Pos.            | Tempo           | Pos.            |
| -------------- | ----- | -------- | -------- | ---------------- | ---------------- | --------------- | --------------- | --------------- | --------------- |
| Ishmail Kamara | 100 m | 10"95    | 4º       | Non qualificato  | Non qualificato  | Non qualificato | Non qualificato | Non qualificato | Non qualificato |

Gare femminili
| Atleta         | Gara  | Batterie | Batterie | Quarti di finale | Quarti di finale | Semifinali      | Semifinali      | Finale          | Finale          |
| Atleta         | Gara  | Tempo    | Pos.     | Tempo            | Pos.             | Tempo           | Pos.            | Tempo           | Pos.            |
| -------------- | ----- | -------- | -------- | ---------------- | ---------------- | --------------- | --------------- | --------------- | --------------- |
| Hafsatu Kamara | 100 m | 12"24    | 1º Q     | 12"22            | 8º               | Non qualificata | Non qualificata | Non qualificata | Non qualificata |

### Nuoto
Maschile
| Atleta       | Evento            | Batterie | Batterie  | Semifinali      | Semifinali      | Finale          | Finale          |
| Atleta       | Evento            | Tempo    | Posizione | Tempo           | Posizione       | Tempo           | Posizione       |
| ------------ | ----------------- | -------- | --------- | --------------- | --------------- | --------------- | --------------- |
| Osman Kamara | 50 m stile libero | 26"90    | 73º       | Non qualificato | Non qualificato | Non qualificato | Non qualificato |

Gare femminili
| Atleta            | Evento            | Batterie | Batterie  | Semifinali      | Semifinali      | Finale          | Finale          |
| Atleta            | Evento            | Tempo    | Posizione | Tempo           | Posizione       | Tempo           | Posizione       |
| ----------------- | ----------------- | -------- | --------- | --------------- | --------------- | --------------- | --------------- |
| Bunturabie Jalloh | 50 m stile libero | 39"93    | 88º       | Non qualificata | Non qualificata | Non qualificata | Non qualificata |